# KkStB-Tenderreihe 58
Die kkStB-Tenderreihe 58 war eine Schlepptenderreihe der kkStB, deren Tender ursprünglich von der Kaiser Ferdinands-Nordbahn (KFNB) stammten.
Die KFNB beschafften diese Tender für ihre Lokomotiven im Jahre 1917.
Sie wurden von der Wiener Neustädter Lokomotivfabrik geliefert und wurden bei der KFNB als Reihe Q bezeichnet.
Nach der Verstaatlichung der KFNB ordnete die kkStB diese Tender als Reihe 58 ein und kuppelte sie weiterhin ausschließlich mit den Lokomotiven der Reihen 111 (ex KFNB IIa).